# Blackstar (série télévisée d'animation)
Pour les articles homonymes, voir Black Star.
Blackstar est une série télévisée d'animation américaine en treize épisodes de 25 minutes produite par Filmation et diffusée du 12 septembre au 5 décembre 1981 sur le réseau CBS.
En France, la série a été diffusée à partir du 11 septembre 1985 sur TF1, et au Québec à partir du 2 mars 1987 à Super Écran. Elle reste inédite dans les autres pays francophones.

## Synopsis
Un astronaute, John Blackstar, échoue sur la planète Sagar. Recueilli par les Trobbits, des nains, il deviendra leur ami et protecteur contre l'Overlord, un sorcier qui détient la moitié d'une épée magique. L'autre moitié conservée par Blackstar sera l'objet des attaques du sorcier afin de la récupérer et de reconstituer l'épée complète lui conférant les pouvoirs ultimes.

## Distribution

### Voix originales
- George DiCenzo : Blackstar
- Linda Gary : Mara / Ambre
- Patrick Pinney : Balkar / Terra / Klone
- Alan Oppenheimer : Overlord / Vizir
- Frank Welker : Gossamear / Burble / Rif

### Voix françaises
- Bernard Tiphaine : Blackstar
- Henry Djanik : Overlord / Balkar
- Maurice Sarfati : Klone / Vizir
- Gérard Hernandez : Gossamear / Terra / Carpo / Neptul
- Nicole Favart : Mara / Reine Taleena
- Evelyne Séléna : Ambre

 Source et légende : version française (VF) sur RS Doublage et Planète Jeunesse

## Épisodes
1. La Cité des anciens (City of the Ancient Ones)
2. La Grande Recherche (Search for the Starword)
3. Le Seigneur du temps (The Lord of Time)
4. Le Serpent de mer (The Mermaid and the Serpent Sea)
5. La Pierre de vie (The Quest)
6. Le Naufrage dans l'espace (Spacewrecked)
7. La Cité lumineuse (Lightning City of the Clouds)
8. Le Royaume de Neptul (Kingdom of Neptul)
9. Diabolique (Tree of evil)
10. L'Avertissement (The Air Whales of Anchar)
11. Le Sortilège (The Overlord's Big Spell)
12. La Couronne (The Crown of the Sorceress)
13. Le Zombie (The Zombie Masters)

## Production
À l'occasion de la diffusion de la série sur CBS, les productions avaient mis en place toute une gamme de jouets à l'effigie des héros mais le peu de succès de la série fit annuler la production de ceux-ci. De nombreuses idées utilisées seront reprises plus tard par Mattel pour la série Les Maîtres de l'univers en syndication.
On ne peut s'empêcher de faire un lien entre cette série et la saga Le Seigneur des anneaux, à commencer par l'appellation des personnages des Trobbits dont le nom ressemble beaucoup aux Hobbits.

## Produits dérivés

### DVD
- Zone 1  États-Unis :

L'intégrale de la série est sortie en DVD le 22 août 2006 chez BCI avec de nombreux bonus (Making of, interviews des créateurs, galeries photos, etc.). Les copies ont été restaurées pour l'occasion.
- Zone 2  Espagne :

L'intégrale de la série est sortie en DVD le 27 août 2008 chez Savor Ediciones, S.A. en audio espagnol et anglais sans sous-titres et sans suppléments. En cadeau un poster de la série. (ASIN B0055KNQRE)

### Figurines
Toute une gamme de jouets produite par Galoob aux Etats-Unis et distribuée en France par Orli-Jouets a été commercialisée en trois vagues en 1983 bien avant sa diffusion télévisée :
- Vague 1 : Les figurines John Blackstar - Overlord - le garde du palais - Tongo - Gargo - Mara - Neptul et Kadray avec leurs accessoires

- Vague 2 : Tongo - Overlord - Neptul - Kadray - le garde du palais - Gargo - John Blackstar et Klone équipés d'un laserlight (Présence dans le dos de la figurine d'une molette avec pierre à briquet permettant de créer des étincelles dans le torse, visibles par transparence)

- Vague 3 : Vizir - Le chevalier blanc - Lava Loc - Meuton - 9 aliens et démons - les trobbits Terra, Rif, Poulo, Carpo, Gossamer et Balkar - la Wind Machine - le Space Ship de John Blacktar - Triton - Warlock le dragon en deux versions - le Battle Dragon et le château de glace

### Bandes dessinées
- Une adaptation de la bande dessinée est sortie en France sous forme d'album broché grand format sur un scénario et des dessins de Jean-Yves Mitton édité par Lug et intitulé Blackstar : Étoile Noire[4].

- Une série de huit épisodes ont été publiés par Pif Gadget sur des scénarios signés Jean Ollivier et des dessins de Christian Gaty :

- Le naufragé du cosmos

- La Forêt de cristal

- La Tempête de feu

- Le monstre de la boue

- La flûte de magie

- La Conque d'or

- La meute des monstres

- Le territoire des vampires